# مؤسسة برونو كيسلر

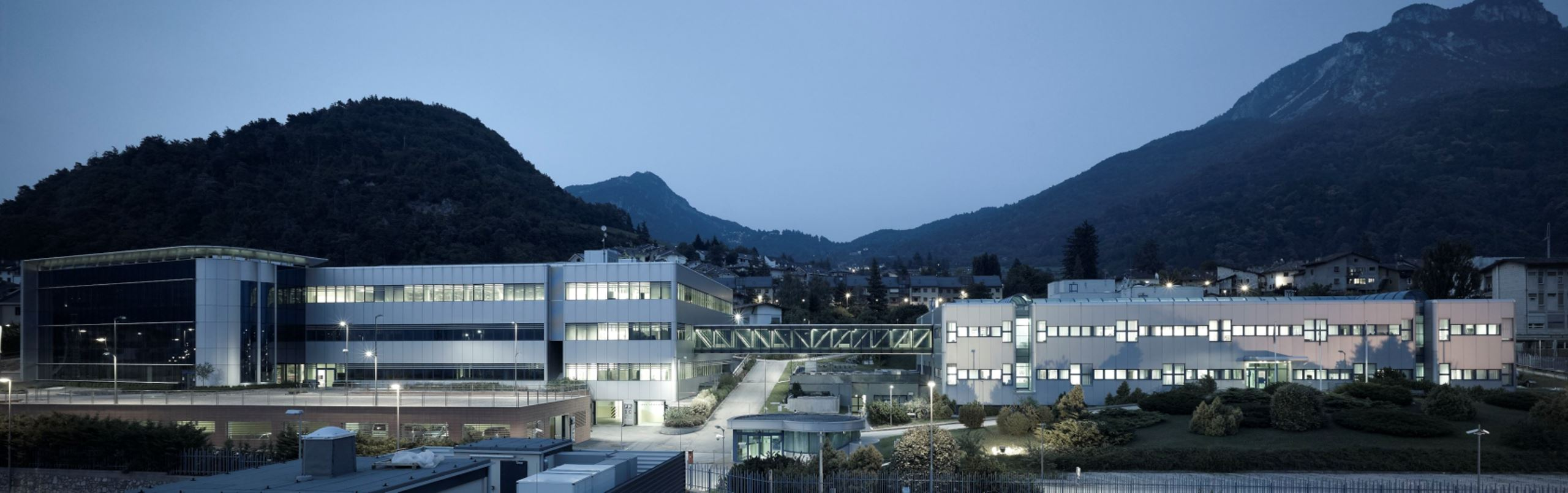
تعد مؤسسة برونو كيسلر مؤسسة بحثية مهمة فـي إيطاليا تعمل في مجال العلوم والتكنولوجيا و الإنسانية. تمتلك العديد من المؤسسات فـي إيطاليا

مؤسسة برونو كيسلر مؤسسة بحثية في مقاطعة ترينتو الإيطالية تعمل في مجال العلوم التكنولوجية والإنسانية.

## التاريخ
المؤسسة أنشئت طبقا القانون المقاطعات في 1 مارس 2007 في المقر السابق لمعهد ترينتينو للثقافة الذي أنشئ عام 1962 في ترينتو.

## وصلات خارجية
- fbk.eu

‌